# 前518年
| 千纪： | 前1千纪 |
| 世纪： | 前7世纪 \| 前6世纪 \| 前5世纪 |
| 年代： | 前540年代 \| 前530年代 \| 前520年代 \| 前510年代 \| 前500年代 \| 前490年代 \| 前480年代                                                                                                  |
| 年份： | 前523年 \| 前522年 \| 前521年 \| 前520年 \| 前519年 \| 前518年 \| 前517年 \| 前516年 \| 前515年 \| 前514年 \| 前513年                                                                    |
| 纪年： | 周敬王二年 魯昭公二十四年 齐景公三十年 晋顷公八年 秦哀公十九年 宋元公十四年 楚平王十一年 卫灵公十七年 陈惠公十六年 蔡昭侯元年 曹悼公六年 郑定公十二年 燕平公六年 吳王僚九年 杞平公十八年 |

## 大事記
- 大流士一世開始建造波斯帝國的新首都波斯波利斯。
- 春正月辛丑，召簡公、南宮嚚通過甘桓公拜見王子朝。
- 楚平王率水軍攻打吳國。越國國王允常派大夫胥犴在豫章江邊上慰勞楚平王，公子倉亦率兵跟隨楚平王。楚平王抵達圉陽後返軍。
- 吳國滅楚國邊境的巢國和鍾離國。